# Bira (pilota)
Birabongse Bhanudej Bhanubandh, meglio noto nel mondo sportivo come B Bira o Bira (พระวรวงศ์เธอ พระองค์เจ้าพีรพงศ์ภาณุเดช; Bangkok, 15 luglio 1914 – Londra, 24 dicembre 1985), è stato un pilota automobilistico, velista e scultore thailandese.
Terzogenito del principe Bhanurangsri Bhanubandh, figlio di re Mongkut del Siam, alla morte del padre, avvenuta nel 1927, Bira venne adottato dal cugino principe Chula Chakrabongse, trasferendosi nella sua residenza londinese per completare gli studi nel collegio di Eton. In seguito superò l'esame di ammissione all'università di Cambridge, ma preferì rinunciare a frequentarla per dedicarsi all'apprendimento artistico presso lo scultore Charles Wheeler. 
La sua prima partecipazione ai Gran Premi risale al 1935 e partecipò ad alcune gare del campionato mondiale di Formula 1 tra il 1950, anno in cui ottenne cinque punti, e il 1954.
Lasciate le corse automobilistiche partecipò a 4 olimpiadi nella vela. Miglior risultato il 12º posto nella Classe Star alle olimpiadi di Melbourne disputatesi nel 1956.
Morì nel 1985 di attacco cardiaco, in una stazione della metropolitana di Londra.

## Carriera

### Gli inizi
Giunto in Europa per la prima volta nel 1927 per completare i suoi studi presso l'Università di Cambridge, prese parte alla sua prima corsa nel 1935. Iniziata la sua carriera nel mondo dell'automobilismo si trasferì a Ginevra e, successivamente, nel Sud della Francia. Durante il primo anno partecipò comunque solamente a eventi locali.
Nel 1936 rappresentò il punto più alto della sua carriera: ottenne infatti cinque successi nella categoria Vetturette (tra cui uno a Monaco). L'anno seguente, invece, una vettura poco competitiva non gli permise di conseguire buoni risultati. Lo scoppio della seconda guerra mondiale lo costrinse comunque ad interrompere la sua carriera.

### Dopo la guerra
Terminato il conflitto Bira riprese la propria carriera facendo il proprio debutto in Formula 1. Nella neonata serie automobilistica ottenne come miglior risultato un quarto posto al Gran Premio di Francia del 1954, alla guida di una Maserati, ma riuscì ad aggiudicarsi due corse fuori dal calendario. Nel 1955, dopo aver vinto il Gran Premio di Nuova Zelanda, non valevole per la classifica, si ritirò dal mondo delle corse.

## Risultati in Formula 1
| 1950 | Scuderia     | Vettura          |     |   |  |   |  |  |     |  |  | Punti | Pos. |
| ---- | ------------ | ---------------- | --- | - |  | - |  |  | --- |  |  | ----- | ---- |
| 1950 | Enrico Platé | Maserati 4CLT/48 | Rit | 5 |  | 4 |  |  | Rit |  |  | 5     | 8º   |

| 1951 | Scuderia    | Vettura          |  |  |  |  |  |  |  |     |  | Punti | Pos. |
| ---- | ----------- | ---------------- |  |  |  |  |  |  |  | --- |  | ----- | ---- |
| 1951 | Ecurie Siam | Maserati 4CLT/48 |  |  |  |  |  |  |  | Rit |  | 0     |      |

| 1952 | Scuderia       | Vettura |     |  |    |     |    |  |  |  |  | Punti | Pos. |
| ---- | -------------- | ------- | --- |  | -- | --- | -- |  |  |  |  | ----- | ---- |
| 1952 | Equipe Gordini | 15 e 16 | Rit |  | 10 | Rit | 11 |  |  |  |  | 0     |      |

| 1953 | Scuderia                    | Vettura                    |  |  |  |  |     |   |     |  |    | Punti | Pos. |
| ---- | --------------------------- | -------------------------- |  |  |  |  | --- | - | --- |  | -- | ----- | ---- |
| 1953 | Connaught e Scuderia Milano | Connaught e Maserati A6GCM |  |  |  |  | Rit | 7 | Rit |  | 11 | 0     |      |

| 1954 | Scuderia                            | Vettura               |   |  |   |   |     |     |  |  |   | Punti | Pos. |
| ---- | ----------------------------------- | --------------------- | - |  | - | - | --- | --- |  |  | - | ----- | ---- |
| 1954 | Officine Alfieri Maserati e privato | Maserati A6GCM e 250F | 7 |  | 6 | 4 | Rit | Rit |  |  | 9 | 3     | 17º  |

| Legenda | 1º posto     | 2º posto | 3º posto    | A punti         | Senza punti/Non class.  | Grassetto – Pole position Corsivo – Giro più veloce |
| Legenda | Squalificato | Ritirato | Non partito | Non qualificato | Solo prove/Terzo pilota | Grassetto – Pole position Corsivo – Giro più veloce |